# Петер Кірхнер
Петер Кірхнер (нім. Peter Kirchner, 7 липня 1932 року, Галле, НДР) — німецький славіст. Займався дослідженням української досовєцької літератури та української, литовської і латвійської літератур совєцького періоду.
Автор статей і досліджень про Г. Сковороду, Т. Шевченка, І. Франка. Разом з Е. Вінтером уклав збірку «Іван Франко. Матеріали до історії і культури України» (Берлін, 1963), в якій, зокрема, опубліковано статті І. Франка про Шевченка німецькою мовою та Шевченкові вірші в перекладах німецькою мовою І. Франка.
Упорядник збірки перекладених німецькою мовою творів М. Бажана, І. Драча та інших українських радянських письменників. У книзі «Багатонаціональна радянська література» (1975) Кірхнеру належить розділ про українську радянську літературу.
Викладав деякий час українську літературу в Берлінському університеті.

## Твори
- Ivan Franko. Beiträge zur Geschichte und Kultur der Ukraine. Hg. von E. Winter und P. Kirchner. — Akademie Verlag, Berlin, 1963.

## Літратура
- Кірхнер Петер. // Українська радянська енциклопедія : у 12 т. / гол. ред. М. П. Бажан ; редкол.: О. К. Антонов та ін. — 2-ге вид. — К. : Головна редакція УРЕ, 1974–1985. — Т. 5. 1980.
- Кірхнер Петер. // Шевченківський словник. У двох томах. — К., 1976. — Т. 1.
- Михайлюк Ю. Петер Кірхнер — дослідник і популяризатор української літератури в НДР // Всесвіт. 1980. № 9.
- Зимомря М. Вогники дружби // Закарпатська правда. 1986, 7 жовтня.